# Hagenthal-le-Haut

Hagenthal-le-Haut este o comună în departamentul Haut-Rhin din estul Franței. În 2009 avea o populație de 601 de locuitori.

## Evoluția populației
| An        | 1975 | 1982 | 1990 | 1999 | 2006 | 2009 |
| --------- | ---- | ---- | ---- | ---- | ---- | ---- |
| Populație | 380  | 381  | 428  | 410  | 561  | 601  |